# Преображение Господне (Пловдив)
„Свето Преображение Господне“ е източноправославна църква, която се намира в квартал „Тракия“, микрорайон „Хан Крум“, в град Пловдив. Храмът е построен за 10 месеца и е открит на 10 юни 2012 г. Има две камбанарии и е разположен на площ от 700 кв. м. Архитект на църквата е арх. Ахрянов.
Тържествената Света литургия за освещаване на храма е извършена от пловдивския митрополит Николай. Основен ктитор е Петър Манджуков, чието дарение е в размер на около 1 млн. лева.
Епархийският съвет на Пловдивската митрополия кръщава храма „Преображение Господне“.
Храмовият празник на църквата е на 6 август.